# 岸田英夫 (新聞記者)
岸田 英夫（きしだ ひでお、1930年11月25日 - ）は、日本の新聞記者。専門は、天皇制・昭和史。朝日新聞の編集委員などを務めた。

## 経歴
三重県出身。三重大学農学部を卒業後、1959年（昭和34年）に朝日新聞に入社。北海道報道部次長、東京週刊朝日副編集長を歴任し、1980年（昭和55年）に編集委員となる。

## その他
- 日本記者クラブと宮内記者会に所属した[1]。
- 自宅は狛江市東野川3丁目[1]。

## 著書
- 『天皇と侍従長』（朝日文庫、1986年3月1日、ISBN 4-02-260368-2）